# Михайло Дука (змовник)
Михайло Дука (*Μιχαήλ Δούκας, д/н —9 червня 913) — державний діяч Візантійської імперії.

## Життєпис
Походив з провінційної знаті. Про його батьків замало відомостей. Обрав для себе кар'єру в імператорському палаці, досягши посади протовестіарія (начальника імператорської вбиральні). Можливо брав участь у походах в почті імператора Льва VI.
У 913 році підтримав заколот свого стрийка (за іншими відомостями стриєчного брата) доместіка схол Костянтина Дуки. Спонукав останнього за рішучих дій із захоплення влади. 9 червня загинув з останнім при намірі захопити імператорський палац.
Ймовірно його далекий нащадок Костянтин став імператором.